# Das Amt (Computerspiel)
Das Amt ist eine politische Wirtschaftssimulation des Entwicklerstudios Greenwood Entertainment. Es ist 1995 auf der Plattform MS-DOS erschienen und simuliert die Tätigkeit eines Bürgermeisters in Bayern.

## Spielaspekte
Durch das Point-and-Click-Interface wird das Spiel hauptsächlich über die Maus gesteuert. Das Spiel ist eine Kombination aus Echtzeit und Rundenform. Eine Runde entspricht einer Woche, die in einer Frist von drei bis fünf Minuten absolviert werden muss. Zu Beginn des Spieles erstellt man seinen virtuellen Bürgermeister mit der zugehörigen fiktiven Partei. Zudem eine Auswahl von drei Betrieben, wovon einer zusätzlich geleitet wird. Dann folgt das übliche Tagesgeschäft eines Bürgermeisters. Genehmigungen zur Bebauung von Grundstücken, Überzeugung von Gemeinderäten mit Geldbeträgen und Anlegung von Straßen. Am Anfang wird nach einer Angabe des Familienstandes gefragt, da eine Ehefrau sowohl hilfreiche Informationen hat, als auch hilfreiche Kritik äußert.
Hintergrundinformationen für den Spieler in Form von Nachrichten werden durch das ZDF ‘Heute Journal’ berichtet. Über Aktuelles aus dem Bundestag berichtet Wolf von Lojewski. Hildegard Werth informiert über derzeitiges aus Brüssel und Oswald Toppel aus aller Welt. Die allgemeinen Meldungen werden von Gundula Gause und Claus Kleber verkündet. Die Nachrichten folgen von den echten Sprechern in Form einer Video-Sequenz.

## Spielziel
Das Spielziel ist es unter anderem sechs Jahre als Bürgermeister durchzuhalten. Jedoch sind die eigentlichen Ziele eine Anreihung von Erfolgen, die sich gegenseitig benötigen.
1. Ausbau der Gemeinde als Fremdenverkehrszentrum für Sommer- und Winterurlauber.
2. Erhaltung einer ländlich und ökologisch orientierten Struktur, verbunden mit der Ausweitung einer im ökologischen Sinne vertretbaren intensivierten Landwirtschaft.
3. Bewertung im Bundeswettbewerb als schönstes Dorf Deutschlands, wobei hier Teile der Ziele 1 und 2 enthalten sind.
4. In den sechs Jahren so viele kulturelle Veranstaltungen wie möglich in die Gemeinde zu bringen, um diese als Kulturzentrum in einer wirtschaftlich unterentwickelten Region zu etablieren.
5. Die ländliche Struktur aufbrechen und so neue Gewerbezweige und Industrien an den Ort anzusiedeln.
6. Die größte und schwerste Herausforderung: Bund, Land und NOK zu überzeugen, die Gemeinde bei einer Bewerbung für die olympischen Winterspiele 2016 zu unterstützen.

Dem Spiel liegt das 'Schwarzbuch' des BdSt sowie das Buch 'Die kleine Gemeindeordnung' bei. Die kleine Gemeindeordnung beschreibt die Fachbegriffe der Kommunalpolitik.

## Rezeption
Grafisch reiße Das Amt laut PC Player „keine Aktenschränke aus“. PC Joker zufolge setze das Spiel bei Realismus und Komplexität allerdings neue Maßstäbe. In der Diskettenversion fehle aber im Vergleich zur CD das Intro. Begleitmusik sowie Nachrichtenansagen im Spiel seien zudem erheblich reduziert. Dabei lobt PC Player gerade das Intro als wirklich gelungen. Petra Maueröder kommt im Artikel der PC Games zu dem Schluss, dass es sich bei dem Spiel um eine typisch deutsche Wirtschaftssimulation handle.

„Wer sich durch den staubtrockenen Planer und den x-ten Fußballmanager gequält hat, ist angenehm überrascht: Für diese liebevoll gemachte Real-Satire möchte man den Programmierern am liebsten die Bürgermedaille ans Revers heften.“